# Eppingtoren
De Eppingtoren (Ests: Eppingtorn) is een verdedigingstoren behorende bij de stadsmuur van de Estse hoofdstad Tallinn. De toren werd in de 15e eeuw gebouwd en huist tegenwoordig een museum die de geschiedenis van middeleeuws Tallinn en de toren belicht.